# Securidaca maguirei
Securidaca maguirei är en jungfrulinsväxtart som beskrevs av John Julius Wurdack. Securidaca maguirei ingår i släktet Securidaca och familjen jungfrulinsväxter. Inga underarter finns listade i Catalogue of Life.